# MAZ-7912
Der schwere Lastwagen MAZ-7912 (russisch МАЗ-7912) wurde vom sowjetischen Fahrzeughersteller Minski Awtomobilny Sawod entwickelt und für den Transport sowie als mobile Raketenstartrampe der Interkontinentalrakete RS-12M Topol (SS-25 Sickle) eingesetzt.

## Fahrzeugbeschreibung

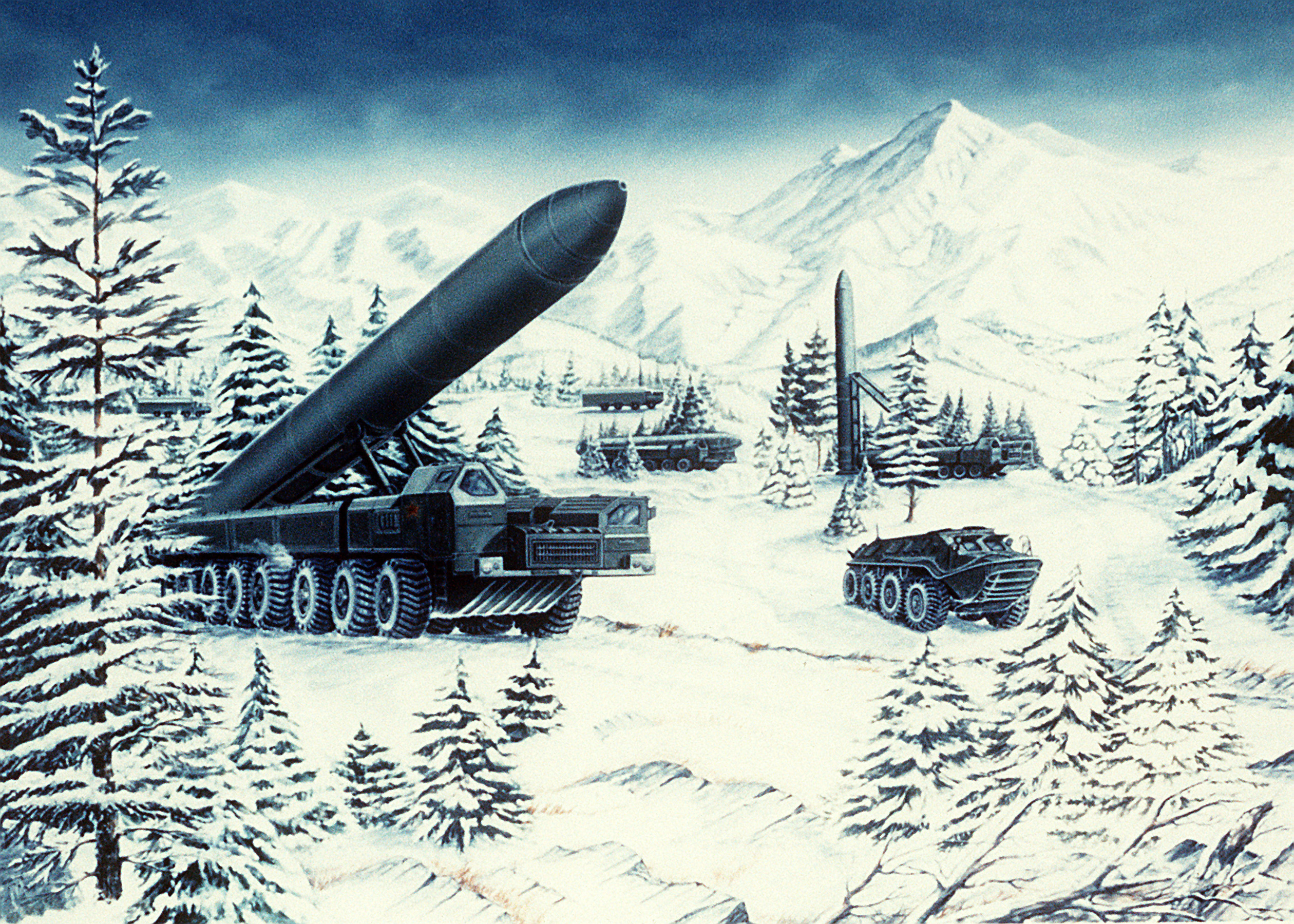
Weitere künstlerische Darstellung eines MAZ-7912

Die Entwicklung des MAZ-7912 begann in den 1970er-Jahren. Der Fahrzeugtyp wurde als mobile Raketenstartrampe für die Interkontinentalrakete RS-12M Topol konzipiert. Im Wesentlichen wurde bei der Konstruktion auf das Lkw-Modell MAZ-547 zurückgegriffen, der als mobile Startrampe für den Mittelstreckenraketenkomplex RT-21M (SS-20 Saber) diente. Der Hauptunterschied bestand darin, dass der MAZ-7912 ein Achsenpaar mehr hatte, das aber nicht angetrieben wurde. Die Antriebsformel des Lkws lautet 14×12. Jede der sieben Achsen ist individuell lenkbar.
Die Interkontinentalrakete befindet sich in einem Raketenstartkanister, der eine Länge von 22 Metern und einen Durchmesser von zwei Metern hat und somit länger als der Lkw selbst ist. Folglich ragt ein Teil des Kanisters vorne über das Fahrzeug. Zudem hat der MAZ-7912 vier hydraulisch ausfahrbare Abstützträger, die vor dem Start des Flugkörpers ausgefahren werden, um dem Fahrzeug Stabilität zu verleihen. Zwischen 1977 und 1985 wurden insgesamt 100 Lastwagen dieses Typs gebaut.
Ab 1984 wurde mit dem MAZ-7917 ein Nachfolger für die Fahrzeuge gebaut. Hauptunterschied waren eine neue Kabine und eine Verlängerung des Fahrzeugs um etwa einen Meter.

## Technische Daten
→Quelle
| Kenngrößen               | MAZ-7912                 |
| ------------------------ | ------------------------ |
| Konstrukteur             | W. Soboljew, TsKB Titan  |
| Besatzung                | 4 Mann                   |
| Breite                   | 3,05 m                   |
| Länge                    | 17,33 m                  |
| Höhe                     | 3,30 m                   |
| Achsenzahl               | 7 (14×12)                |
| Geschwindigkeit (Straße) | 40 km/h                  |
| Motor                    | Dieselmotor W-58-7 (V12) |
| Motorleistung            | 529,5 kW (710 PS)        |
| max. Gesamtgewicht       | 80.000 kg                |